# Shō Aota
Shō Aota (japanisch 青田 翔 Aota Shō; * 13. November 1986 in der Präfektur Kanagawa) ist ein ehemaliger japanischer Fußballspieler.

## Karriere
Aota erlernte das Fußballspielen in der Schulmannschaft der Azabu University Fuchinobe High School und der Universitätsmannschaft der Kanto-Gakuin-Universität. Seinen ersten Vertrag unterschrieb er 2009 bei YSCC Yokohama. Am Ende der Saison 2011 stieg der Verein in die Japan Football League auf. Am Ende der Saison 2013 stieg der Verein in die J3 League auf. Für den Verein absolvierte er 68 Ligaspiele. Ende 2016 beendete er seine Karriere als Fußballspieler.